# Liste der Stolpersteine in Bad Belzig
In der Liste der Stolpersteine in Bad Belzig werden die vorhandenen Gedenksteine aufgeführt, die im Rahmen des Projektes Stolpersteine des Künstlers Gunter Demnig bisher in Bad Belzig im brandenburgischen Landkreis Potsdam-Mittelmark verlegt worden sind.

## Verlegte Stolpersteine
| Stolperstein | Inschrift | Standort                        | Name, Leben |
| ------------ | --- | ------------------------------- | --- |
|              | HIER WOHNTE UND ARBEITETE IDA SACHS JG. 1867 1938 GESCHÄFT 'ARISIERT' FLUCHT 1940 SHANGHAI                                       | Sandberger Straße 10 (Standort) | Ida Sachs wurde 1867 geboren. Sie heiratete Hugo Sachs, Inhaber des Herrnberg's Warenhaus, Sozialdemokrat und Stadtverordneter in Belzig. Das Paar hatte zumindest einen Sohn, Rudi, geboren 1906. Ihr Ehemann erlag 1925 den Verletzungen, die er sich im Ersten Weltkrieg zugezogen hatte. Ida Sachs führte gemeinsam mit ihrem Sohn das Textilgeschäft in der Sandberger Straße 10 weiter. Im Zuge der sogenannten Reichskristallnacht am 9. November 1938 wurden die Scheiben des Kaufhauses eingeschlagen und die Schaufensterpuppen herausgezerrt. Sie „lagen wie Tote auf der Straße und erschreckten die Nachbarn.“ Hab und Gut der Familie wurden von Bad Belziger Bürgern geplündert. Nachbarn verhinderten die Brandstiftung und Junior Rudi konnte gerade noch durch ein Dachfenster flüchten. Doch anstatt die Gewalttäter zu verhaften und zu bestrafen, jagte man das Opfer, sprich: den Juden, und fand ihn. Rudi Sachs wurde verhaftet, in das Konzentrationslager Sachsenhausen verschleppt und ihm wurde dort die Zustimmung zum Verkauf des Warenhauses abgepresst. Erst danach konnte er gehen. Er flüchtete, so rasch er konnte, so weit als möglich, im Mai 1939 von Italien aus mit einem Schiff nach Shanghai. Die Mutter wickelte die letzten Geschäfte in Bad Belzig ab, korrespondierte mit Behörden, entrichtete als „Volljüdin“ die volle „Reichsfluchtsteuer“ und „Judenvermögensabgabe“, sammelte Bewilligungen und konnte noch Ende 1940, mitten im Krieg, Deutschland verlassen. Ida Sachs durchquerte per Zug die Sowjetunion, gelangte nach Shanghai und fand dort ihren Sohn. 1944 starb sie in Shanghai. Der Sohn überlebte das NS-Regime und die Shoah. Er lebte von 1947 bis 1997 in den Vereinigten Staaten. |
|              | HIER WOHNTE UND ARBEITETE RUDI SACHS JG. 1906 'SCHUTZHAFT' 1938 SACHSENHAUSEN 1938 GESCHÄFT 'ARISIERT' FLUCHT 1939 SHANGHAI      | Sandberger Straße 10 (Standort) | Rudi Sachs wurde 1906 geboren. Seine Eltern waren Hugo Sachs, der das Textilgeschäft der Familie, Herrnberg's Warenhaus, führte, und dessen Ehefrau Ida. 1925 starb der Vater in Folge der schweren Verletzungen, die er sich im Ersten Weltkrieg zugezogen hatte. Nach seinem Tod führte Rudi Sachs gemeinsam mit seiner Mutter das Geschäft weiter. Im Zuge der Novemberpogrome des Jahres 1938 wurden nicht nur das Kaufhaus vandaliert, die NS-Schergen suchten auch Rudi Sachs, der gerade noch über das Dach flüchten konnte. Wenig später wurde er gefunden, wegen "Verursachung von Unruhe" verhaftet, in sogenannte "Schutzhaft" genommen und nach Sachsenhausen verschleppt. Dort wurde ihm die Einwilligung zum „Verkauf“ der Immobilie abgepresst. Es flüchtete so rasch als möglich, gelangte 1939 nach Genua und von dort aus mit dem Schiff nach Shanghai in China. Seine Mutter wickelte die Geschäfte ab und konnte danach noch flüchten. Sie gelangte 1940 auf dem Landweg nach Shanghai, starb aber bereits 1944. Nach dem Untergang des NS-Regimes und nach dem Ende des Zweiten Weltkrieges emigrierte Rudi Sachs in die USA und ließ sich in San Francisco nieder. Die Erinnerung an seine Heimatstadt ließ ihn nie los, er erkundigte sich regelmäßig bei ehemaligen Nachbarn, Schulkameraden und Bekannten, "was aus Freunden und Feinden geworden" war. Er starb in den 1990er Jahren. |
|              | HIER WOHNTE DAGOBERT BORNHEIM JG. 1872 DENUNZIERT VERHAFTET 1942 GEFÄNGNIS POTSDAM DEPORTIERT 1942 AUSCHWITZ ERMORDET 15.12.1942 | Straße der Einheit 8 (Standort) | Dagobert Bornheim wurde am 14. Februar 1872 in Oerlinghausen im Kreis Lippe geboren. Er kam 1902 aus der Düsseldorfer Gegend nach Belzig. Er war verheiratet und hatte zumindest ein Kind. 1908 eröffnete er in der damaligen Brandenburger Straße 59 ein Kaufhaus für Bekleidung. Sein Angebot umfasste eine breite Palette von Alltags- und Arbeitskleidung bis zu modischen Designs. Das Sortiment und die moderaten Preise überzeugten die Bürger der Stadt und bald wurde der Kaufmann, obwohl zugezogen, „ein angesehenes Mitglied der örtlichen Gesellschaft“. Dass er Jude war, störte damals niemanden. Er wurde als Fahnenträger im Belziger Schützenverein bestellt. Im Museum auf der Burg Eisenhardt findet sich eine Fotografie vom 1. Mai 1933, die Dagobert Bornheim in Schützenuniform zeigt, mit Orden behangen. Dies soll sein letzter öffentlicher Auftritt gewesen sein. In der Folge musste er das ganze Vermögen seiner Frau übertragen, die sogenannt „arischer Abstammung“ war. Die Mischehe schützte ihn nicht. Am 1. Oktober 1942 wurde er von der Staatspolizei abgeholt und tags darauf nach Auschwitz deportiert. Dort wurde er am 15. Dezember 1942 ermordet. |

## Verlegungen
- 1. Dezember 2017: Straße der Einheit 8
- 16. Juli 2019: Sandberger Straße 10

Benjamin Stamer und Wolf Thieme gründeten 2015 die Projektgruppe „Jüdisches Leben im Raum Bad Belzig“ im Verein Belziger Forum zur Aufarbeitung der Ortsgeschichte. Thieme stellte auch den Antrag zur Einladung Demnig und der Verlegung der Stolpersteine. Bürgermeister Roland Leisegang (parteilos) dankte bei der Verlegung den Mitarbeitern der Projektgruppe.
Für Herbert Loewy, der 1924 nach Belzig kam und 1926 zum Richter am Amtsgericht berufen wurde, wurde 2011 ein Stolperstein in Senftenberg verlegt. Loewy war 1933 nach Senftenberg zwangsversetzt worden. Er wurde später nach Auschwitz deportiert und ermordet.